# プレーン・クレイジー
『プレーン・クレイジー』（Plane Crazy、邦題：飛行機狂（ひこうききょう））は、ウォルト・ディズニー・プロダクション（現：ウォルト・ディズニー・カンパニー）が制作したアニメーション短編映画作品。ミッキーマウスの短編映画シリーズ、そしてディズニーの最初期の一作品である。

## 概要
ミッキーマウスの映画としては最初に制作された作品であり、当初サイレント映画として作られた本作品は1928年5月15日に試写された。しかし、当時の他のサイレントアニメーション映画と特に代わり映えするものではなく、配給会社には相手にされなかった。
本作より前に一般公開されたトーキー映画の『蒸気船ウィリー』（Steamboat Willie）がヒットしたのち、本作もそちらに合わせトーキー映画として作り直され、シリーズ4作目として初めて一般に公開された。制作から10か月が経過した1929年3月のことであった。

## あらすじ
チャールズ・リンドバーグに憧れるミッキーは仲間と協力して1機の飛行機を作り上げる。仲間達に見守られながら飛行試験をするが、まともに離陸することはできず木に衝突して大破させてしまった。しょんぼりするミッキーだったが、今度は目の前にあった自動車を無理矢理飛行機に改造する。
新しい飛行機にミニーを乗せてミッキーは離陸を試みるが、助走中に岩に激突しミッキーは飛行機から落下。ミニーが乗ったままの離陸できず走り続ける飛行機に追い回されてしまう。飛行機は暴走の途中で牛を巻き込み、道路を走る自動車に激突しそうになりながらも、なんとか飛行機に戻ったミッキーが離陸に成功させた。
飛行成功に調子に乗ったミッキーは、ミニーに対しごほうびのキスをねだる。しかし飛行機から降りたいミニーがそれを拒むと、怒ったミッキーは突然飛行機をでたらめに操縦し始め、怯えるミニーに対して強引にキスをする。ミニーは激昂し、パンツのパラシュートで降下。ミッキーは操縦を忘れてミニーを追おうとしてコクピットを離れたため、飛行機は墜落してしまい、さらに墜落した後、ミッキーはミニーにフラれた上に自分が投げた蹄鉄まで当たったりと、散々な目に遭うのたった。

## ギャラリー

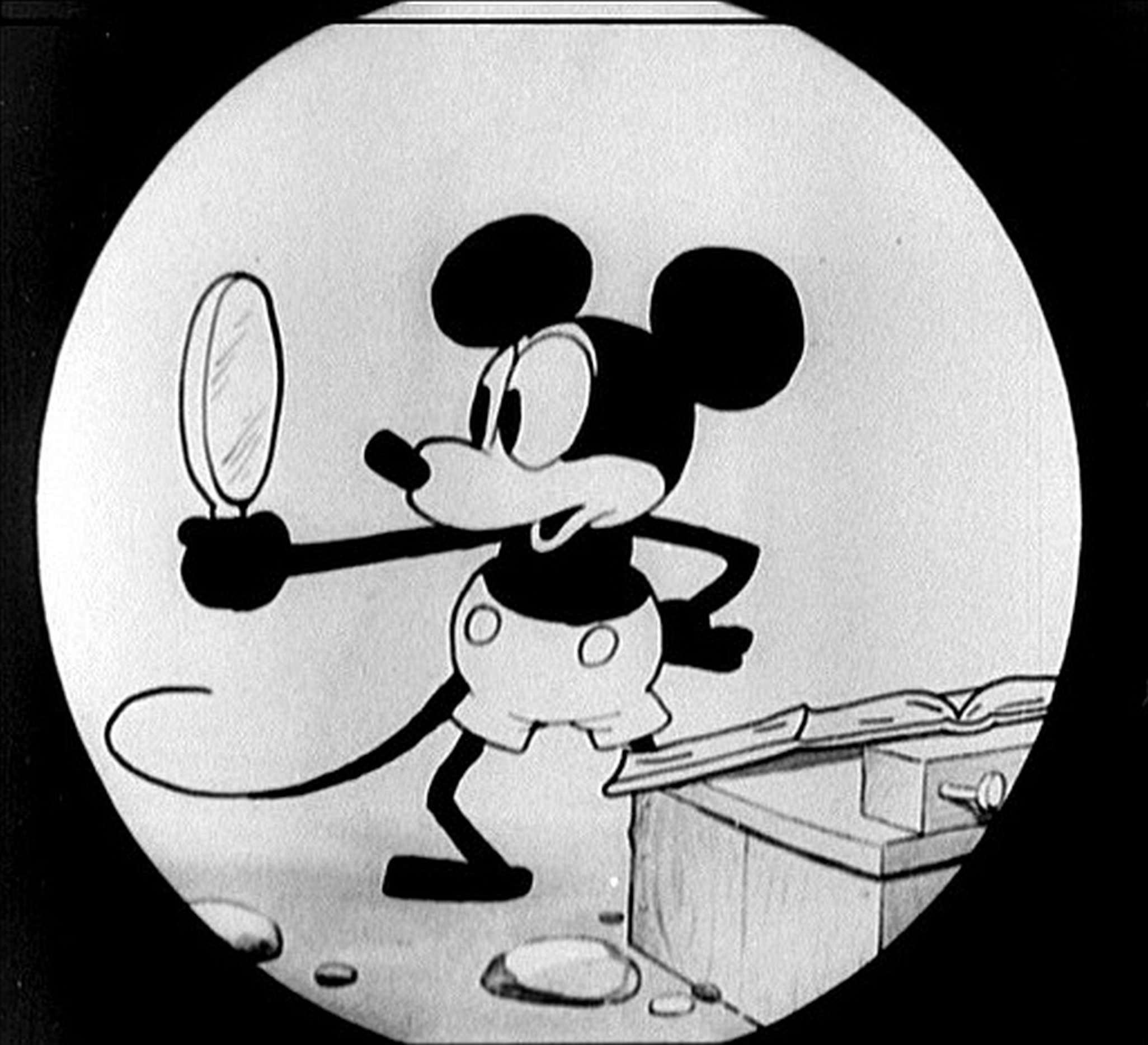
ミッキーが自身の顔を鏡で見る場面
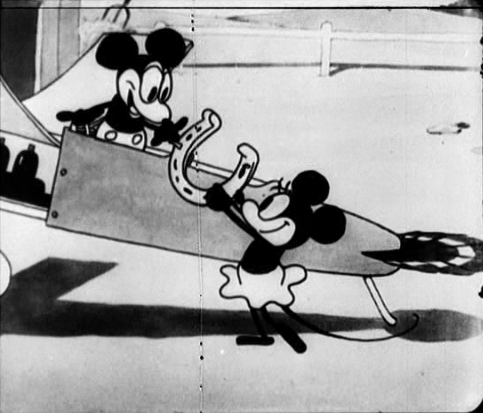
ミニーがミッキーに蹄鉄を渡す場面
ミッキーがミニーに強引にキスを無理やりし、ビンタされる場面（gif）

## スタッフ
- 監督・脚本：ウォルト・ディズニー
- 作画：アブ・アイワークス、ヒュー・ハーマン、ルドルフ・アイジング
- 音楽：カール・スターリング

## 登場キャラクター
| キャラクター   | 原語版               | 旧吹き替え版 | 新吹き替え版 |
| -------------- | -------------------- | ------------ | ------------ |
| ミッキーマウス | ウォルト・ディズニー | 後藤真寿美   | 原語版流用   |
| ミニーマウス   | ウォルト・ディズニー | 下川久美子   | 水谷優子     |
| ナレーター     | -                    | 土井美加     | -            |

## 日本での公開

### 収録
- 『ミニー ザ・グレーテストヒッツ』（VHS、ブエナ ビスタ ホーム エンターテイメント）
- 『ミッキーマウス／B&Wエピソード Vol.1 限定保存版』（DVD、ブエナ ビスタ ホーム エンターテイメント）